# Millsboro (Pensilvania)
Millsboro es un lugar designado por el censo (en inglés, census-designated place, CDP) ubicado en el condado de Washington, Pensilvania, Estados Unidos. Según el censo de 2020, tiene una población de 580 habitantes.

## Geografía
La localidad está ubicada en las coordenadas 39°59′24″N 80°0′8″O / 39.99000, -80.00222 (39.990132, -80.002241). Según la Oficina del Censo de los Estados Unidos, tiene una superficie total de 2.04 km², correspondientes en su totalidad a tierra firme.

## Demografía
Según el censo de 2020, hay 580 personas residiendo en Millsboro. La densidad de población es de 284.31 hab./km². El 95.2% de los habitantes son blancos, el 0.2% es afroamericano, el 0.3% son amerindios, el 0.3% son de otras razas y el 4.0% son de una mezcla de razas. Del total de la población, el 0.7% son hispanos o latinos de cualquier raza.